# الدوري البلغاري الممتاز 1990-91
الدوري البلغاري الممتاز 1990-91 (بالبلغارية: „А“ група 1990/91)‏ هو الموسم 67 من الدوري البلغاري الممتاز. أشرف على تنظيمه اتحاد بلغاريا لكرة القدم، وكان عدد الأندية المشاركة فيه 16، وفاز فيه نادي إتار ‏.